# カール・ゲツロフ
カール・ゲツロフ（Carl Wilhelm Götzloff、1799年9月27日 - 1866年1月18日）はドイツの風景画家である。

## 略歴
ドレスデンで生まれた。1814年から1821年までドレスデンの美術学校でヨハン・アウグスト・ハーンや版画家のリヒター、風景画家のクラース、カスパー・ダーヴィト・フリードリヒ、ヨハン・クリスチャン・ダールらに学んだ。1820年には、美術学校の展覧会で一等を受賞した。同時期の学生にはベルトルト (Carl Ferdinand Berthold:1800-1838)がいる。1821年に奨学金を得て、ドレガー(Anton Josef Dräger:1794-1833)とイタリアに留学した。1822年の春にもヨハン・クリスティアン・ラインハルト(1761-1847)とイタリア中部のティヴォリやフラスカーティを訪れた。その秋ハインリヒ・ラインホルトとアルバノ丘陵(Colli Alban)などを訪れ、イタリアで活動していたヨーゼフ・アントン・コッホと知り合った。
1823年と1824年にはナポリへ旅し、美術収集家のユクスキュル＝ギュレンバント伯爵(Karl Friedrich Emich von Üxküll-Gyllenband :1755–1832)とシチリアやマルタにも旅した。
1826年からはナポリに住むようになり、オランダ生まれのピトルー(Anton Sminck van Pitloo:1790-1837)やナポリ生まれのジガンテ(Giacinto Gigante:1806-1876)、テオドロ・デュクレール(Teodoro Duclère:1816–1867)といった画家たちとナポリの風景を描いた。同じ年にドレスデンの美術アカデミーの名誉会員に選ばれた。 
1835年に両シチリア王国のフェルディナンド2世の宮廷画家に任じられた。
その後も　ナポリ、ドレスデンで活動するが、1848年革命はナポリにも混乱を引き起こし、ゲツロフは一時ソレントに一時避難し、1850年にナポリに戻るが、その後の苦しい生活を強いられることになった。
1866年にナポリで死去した。

## 作品

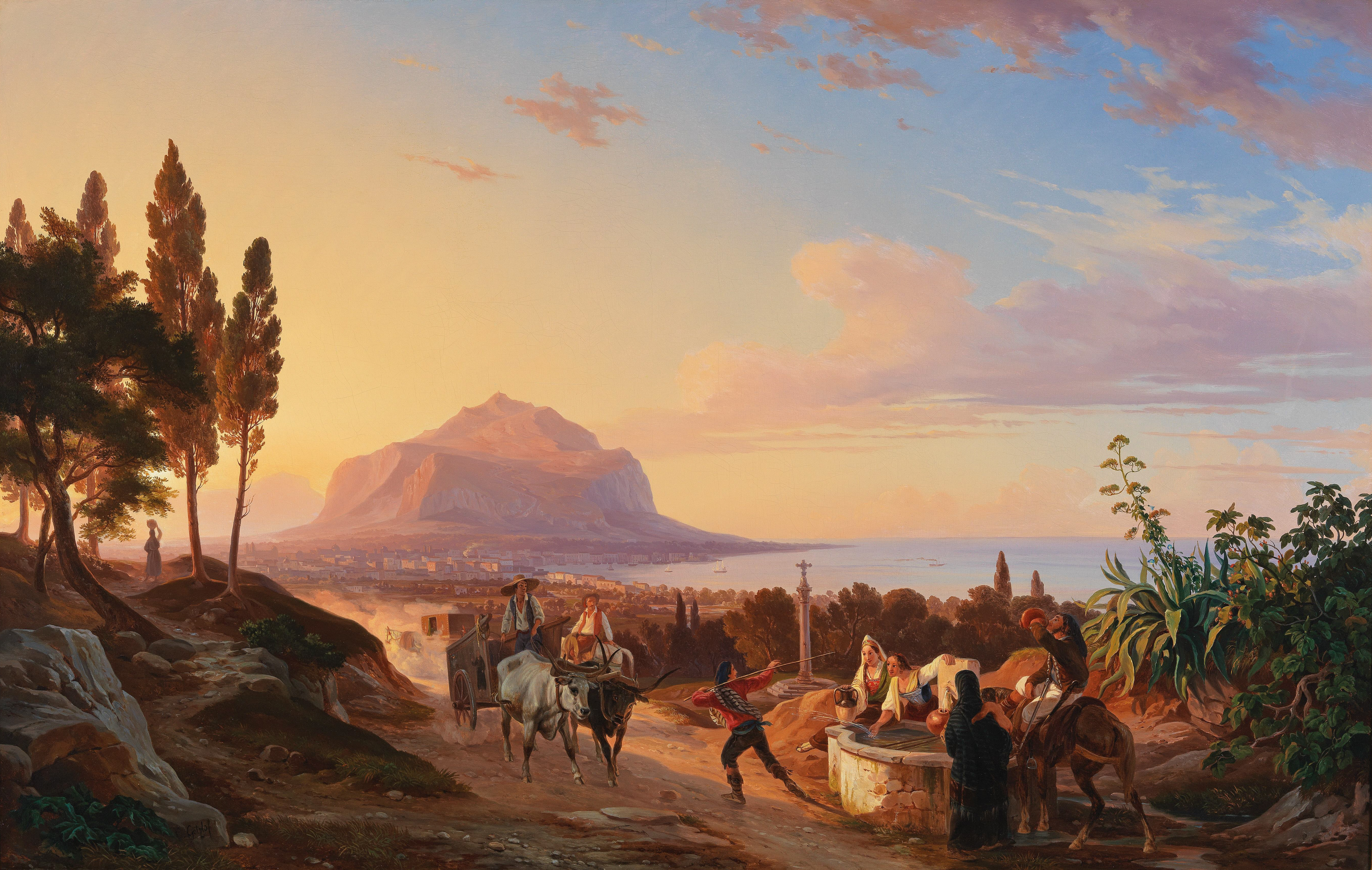
パレルモとモンテペッレグリーノの景色（1860）
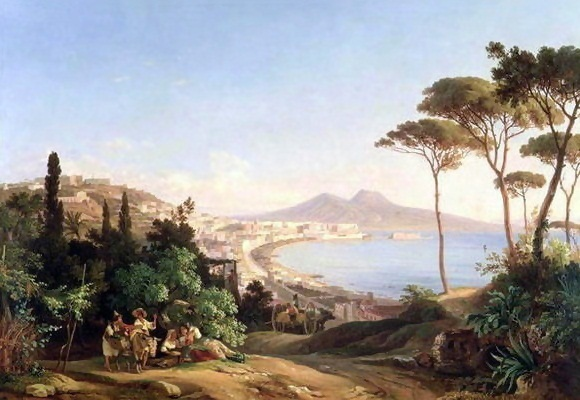
ナポリとヴェスヴィオの眺め（1837）
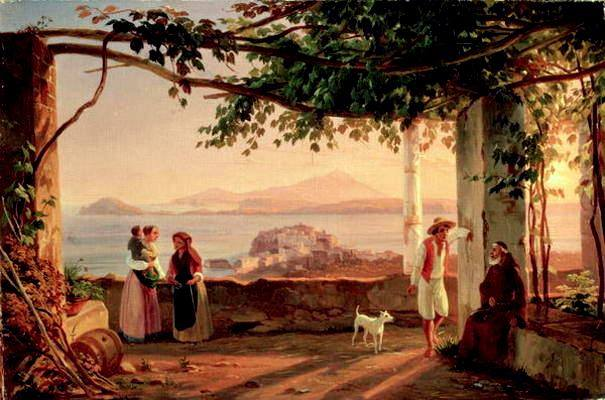
ナポリの景色(1837)
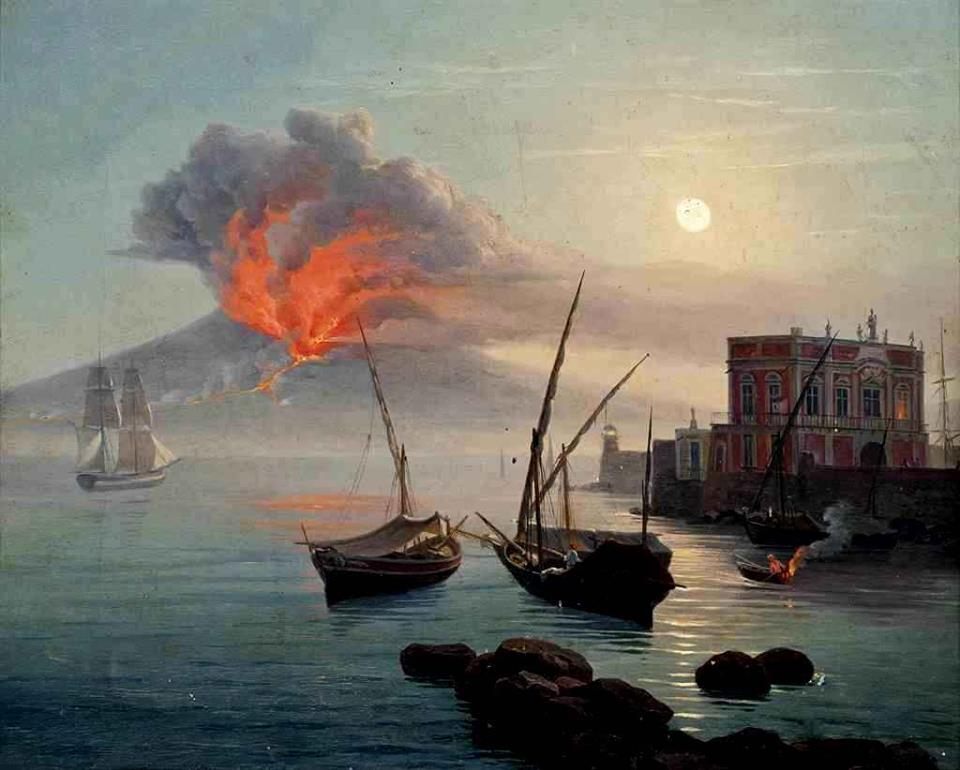
ヴェスヴィオの噴火
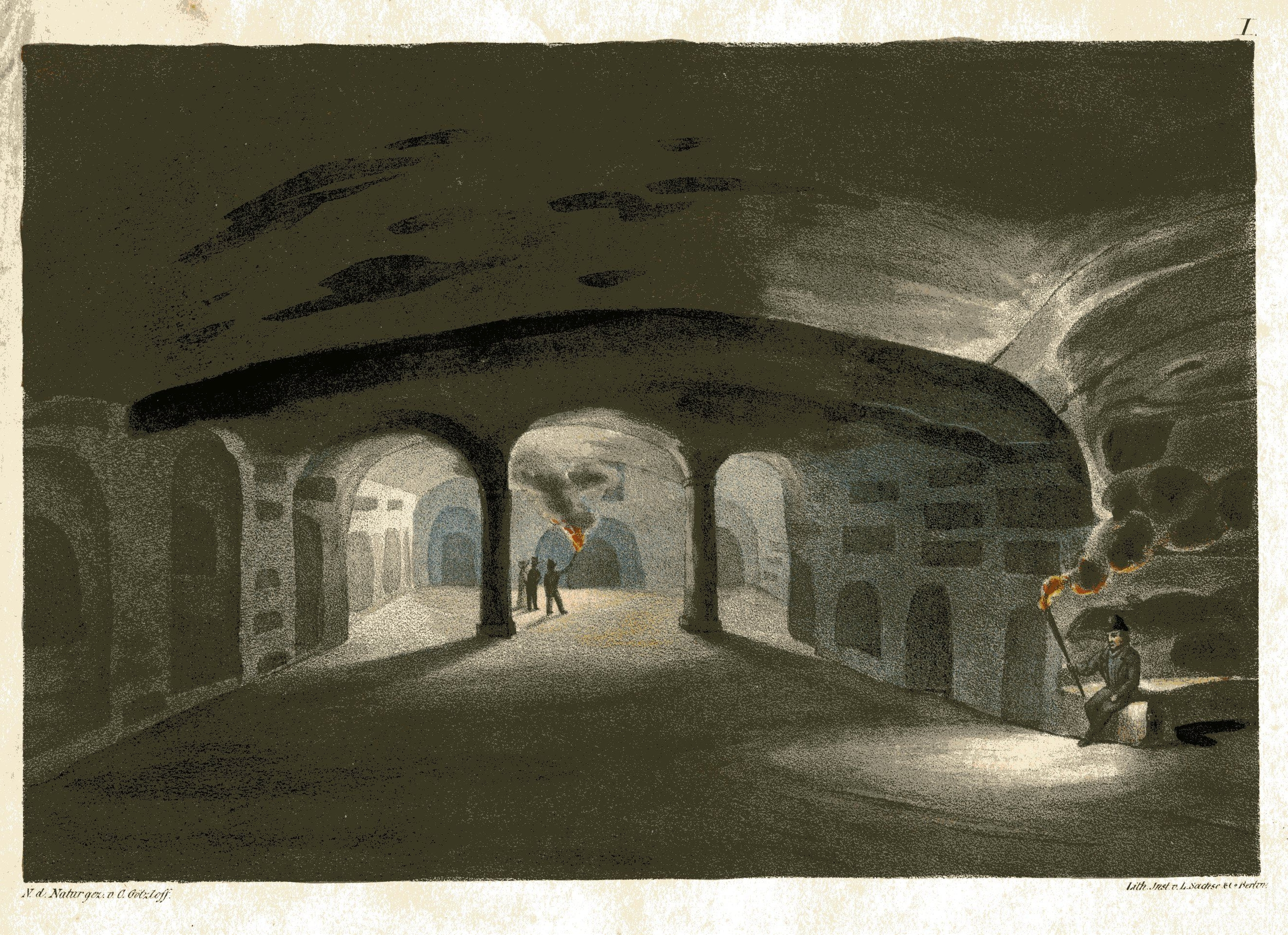
カタコンベ
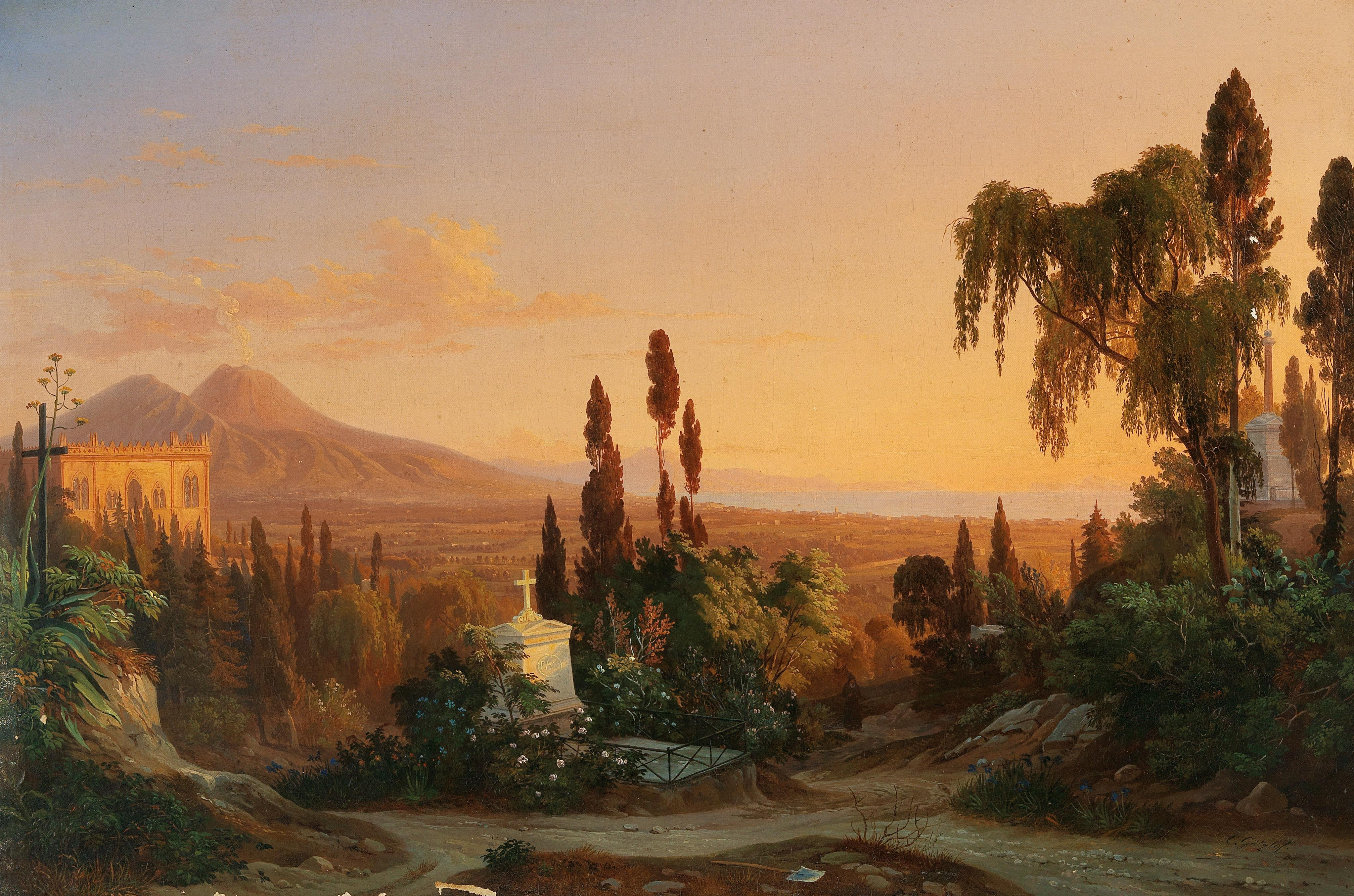